# Forum international des transports
Pour les articles homonymes, voir Forum international, FIT et ITF.
Lors de la session de la Conférence Européenne des Ministres des Transports (CEMT) à Dublin en mai 2006, les ministres ont décidé de transformer la CEMT en une organisation appelée Forum international des transports ou FIT (em anglais, International Transport Forum ou ITF). Le FIT, comme auparavant la CEMT, est une organisation intergouvernementale appartenant à la famille de l'OCDE. La CEMT fut créée en 1953 avec siège à Paris. 
Les membres fondateurs du FIT comprennent tous les membres de l'OCDE, ainsi que beaucoup de pays d'Europe centrale et de l'est. Le FIT (auparavant la CEMT) n'est surtout pas à confondre avec une réunion du Conseil des ministres de l'Union européenne, même si la quasi-totalité des ministres des Transports de l'UE y siège.
Les réunions plénières annuelles du FIT donnent aux ministres des Transports des pays membres la possibilité de s'échanger sur les sujets d'importance stratégique mondiale en rapport avec tous les modes de transport. Le FIT permet l'adhésion d'un plus grand nombre de pays qu'à la CEMT auparavant, alors que ce Forum a à présent une vocation mondiale et non plus seulement européenne.  
Les objectifs de la CEMT étaient d'après l'article 3 de son protocole constitutif :
1. de prendre toutes mesures destinées à réaliser, dans un cadre général ou régional, la meilleure utilisation et le développement le plus rationnel des transports intérieurs européens d'importance internationale ;
2. de coordonner et de promouvoir les travaux des organisations internationales s'intéressant aux transports intérieurs européens, compte tenu de l'activité des autorités supranationales dans ce domaine.

Bien que relayée au niveau de l’organisation par le FIT, la désignation « CEMT » représente jusqu'à ce jour également un contingent multilatéral d'autorisations de transport, qui permettent aux transporteurs des pays membres d’effectuer des opérations de transport international entre leurs territoires respectifs (chargement, déchargement et transit). Le système multilatéral d’autorisations CEMT, qui fait dorénavant partie des activités européennes du FIT, reste cependant réservé aux pays européens. En 2008, les pays membres participant à ce contingent étaient au nombre de 43.